# Raymond Sentubéry
Raymond Sentubéry, né le 21 novembre 1901 à Paris,, et mort le 4 juillet 1981 à Albert dans la Somme, est un footballeur français, international, ayant évolué au poste d'ailier. Ses principaux faits de gloire demeurent deux victoires en Coupe de France de football acquises sous les couleurs du Red Star, et trois sélections en équipe de France de football.

## Carrière
Au début de sa carrière, Sentubéry joue à l'Étoile des Deux Lacs. Le grand patronage parisien est cependant sur le déclin après la Première Guerre mondiale, et Sentubéry rejoint rapidement le Red Star. 
Avec les Audoniens, Raymond Sentubéry se révèle, et remporte deux années consécutives la Coupe de France. Le 7 mai 1922, il joue un rôle primordial dans la victoire audonienne sur le Stade rennais, marquant le deuxième but du Red Star, celui qui assure la victoire à ses couleurs. Un an plus tard, le 6 mai 1923, le jeune ailier est de nouveau titulaire en finale, sur l'aile gauche de l'attaque du Red Star, face au FC Cette (4 - 2). 
En novembre 1923, Sentubéry est recruté par le Stade rennais en compagnie du défenseur Jean Batmale. Un problème de licence vient cependant interrompre les débuts du joueur sous les couleurs rennaises, et Sentubéry comme Batmale se retrouve suspendu pour trois mois. Requalifié début février, il termine la saison avec l'équipe bretonne.
En 1924, Sentubéry retourne à Paris et signe au Club français. Ses performances avec le club parisien lui valent d'être sélectionné en équipe de France une première fois le 11 novembre 1924. Titulaire face à la Belgique (0 - 3), il connaît deux autres sélections en 1926, alors qu'il porte toujours les couleurs du Club français. Repositionné avant-centre pour sa troisième sélection, il ne parvient pas à convaincre.
Plusieurs années plus tard, il évoluera également sous les couleurs de l'OGC Nice, puis du Stade de Reims avec le statut de joueur professionnel.

## Palmarès
- 1922 et 1923 : Vainqueur de la Coupe de France
- Trois sélections en équipe de France de football